# Kalanchoe rotundifolia

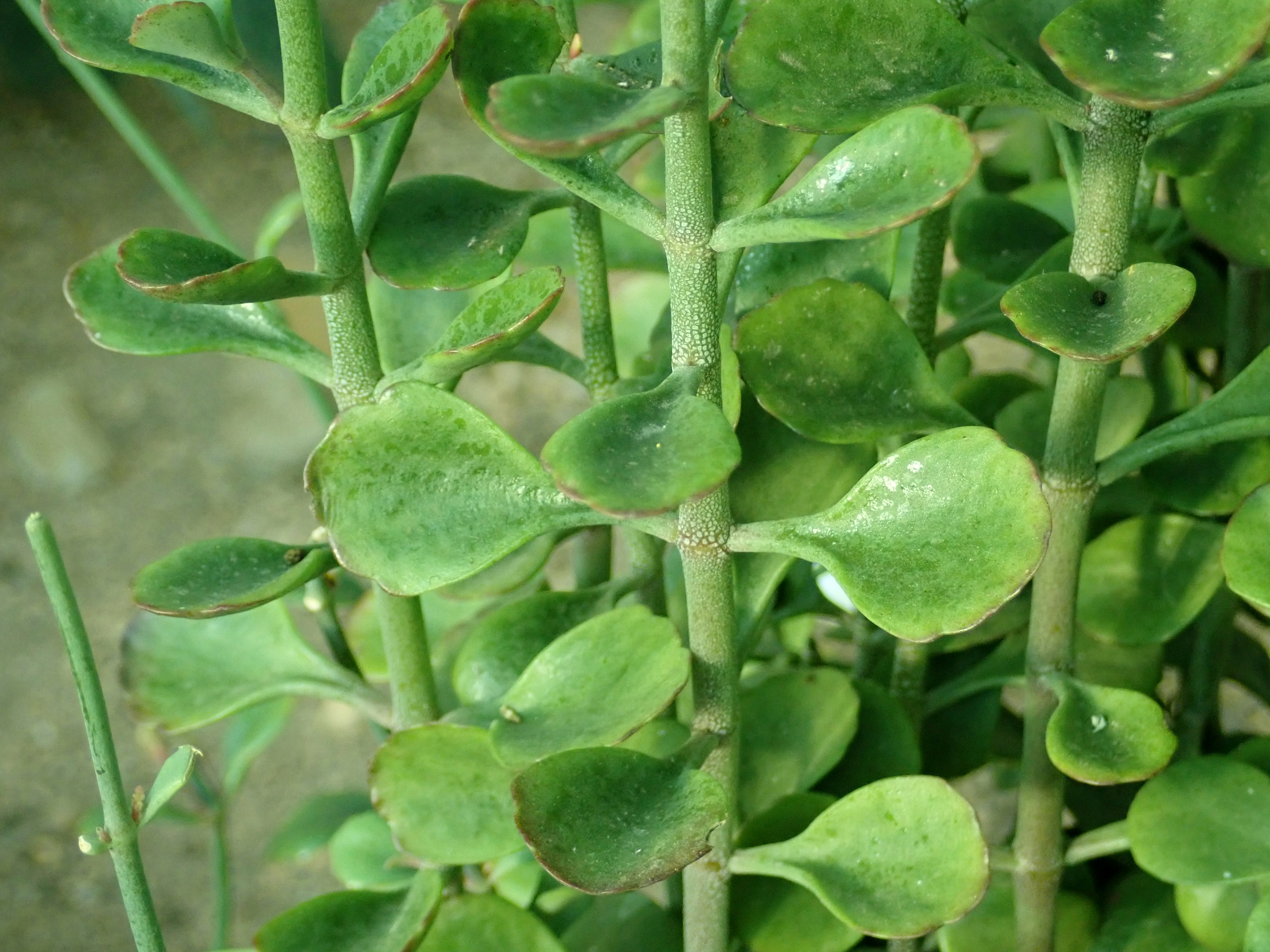
Kalanchoe rotundifolia

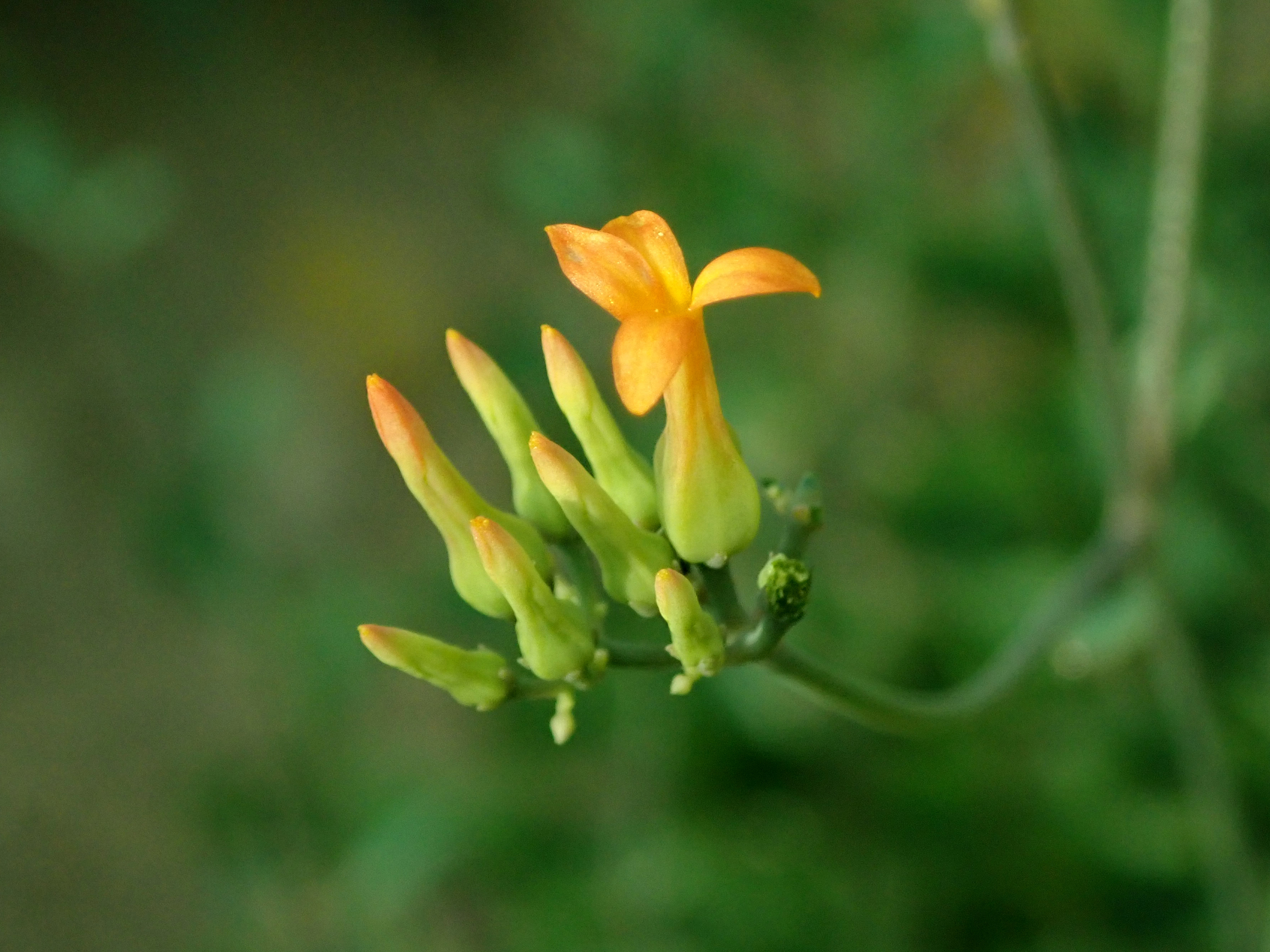
Flors

Kalanchoe rotundifolia és una espècie de planta suculenta del gènere Kalanchoe, de la família de les Crassulaceae.

## Descripció
És una planta perenne o de vegades anual, completament glabra, pruïnosa, de 0,2 a 2 m d'alçada.
Les tiges són generalment simples, teretes, erectes o decumbents a la base.
Les fulles són peciolades a sèssils; pecíol subcilíndric, fàcil de separar de la tija, de fins a 12 mm; làmina oblonga, lanceolada, el·líptica, espatulada o triangular, de color verd pàl·lid a blau-verd, d'1 a 8,5 cm de llarg i de 0,5 a 5,5 cm d'ample, punta aguda a arrodonida, base cuneada, marges sencers, sinuats, dentats, crenats o ± 3-lobulats profundament.
Les inflorescències són corimboses de poques flors, o cima paniculada, de 2 a 40 cm, pedicels de 2 a 8 mm.
Les flors són erectes; tub de calze de 0,1 a 1 mm; sèpals lanceolats o triangulars, aguts, de 0,5 a 2 mm de llarg i de 0,5 a 1 mm d'ample; corol·la de color vermell intens a taronja, groguenc a verdós a la part inferior; tub urceolat, globós a la part inferior, retorçat a la part superior després de l'antesi, de 6 a 10 mm; pètals lanceolats o el·líptics, molt aguts, estesos, de 2,5 a 5 mm de llarg i d'1 a 2,5 mm d'ample, puntes retorçades; estams inclosos.
Una espècie molt complexa i polimòrfica. Cal distingir entre les variacions geogràfiques locals i les variacions estacionals molt marcades, que aparentment són induïdes per factors ambientals. S'han descrit nombroses formes i varietats, que aquí estan sinonimitzades provisionalment.

## Distribució
Estesa des del centre i l'est fins al sud i sud-oest d'Àfrica, Socotra. Creix en boscos, boscos oberts i secundaris, sabanes, prats oberts, en diversos hàbitats a l'ombra o a la mitja ombra.

## Taxonomia
Kalanchoe rotundifolia va ser descrita per Adrian Hardy Haworth (Haw.) i publicada a Philosophical Magazine and Journal 66: 31. 1825.

#### Etimologia
Kalanchoe: nom genèric que deriva de la paraula cantonesa "Kalan Chauhuy", 伽藍菜 que significa 'allò que cau i creix'.
rotundifolia: epítet format per les paraules llatines rotundus = 'circular' i folium = 'fulla'.

#### Sinonímia
- Crassula rotundifolia  Haworth (1824) / Vereia rotundifolia  (Haworth) D.Dietrich (1840)
- Meristostylus brachycalyx  KIotzsch (1861)
- Kalanchoe integerrima  Lange (1872)
- Kalanchoe luebbertiana  Engler (1907)
- Kalanchoe seilleana Hamet  (1916)
- Kalanchoe guillauminii  Hamet (1948)
- Kalanchoe rotundifolia var. tripartita  Hamet (1956)
- Kalanchoe rotundifolia var. peltata  Hamet (1960)
- Kalanchoe decumbens  Compton (1967)
- Kalanchoe rotundifolia fa peltata  Hamet ex R.Fernandes (1978)
- Kalanchoe rotundifolia fa tripartita  Hamet ex R.Fernandes (1978)